# Щегельський Феофан Григорович
Щегельський Феофан Григорович (23 жовтня 1941, с. Гірка Полонка Луцького р-ну Волинської обл. — 12 липня 2016, Луцьк) — музичний викладач, баяніст, заслужений працівник культури України.

## Життєпис
1956 — вступив до музичної школи у м. Луцьку вже після закінчення іспитів, адже ним зацікавились відомий волинський композитор Василь Петрович Чинч та Олександр Йосипович Левкович (згодом став його першим викладачем, наставником і вчителем). Закінчив із відзнакою.
1971 — закінчив музично-педагогічний факультет Рівненського державного педагогічного інституту (викладачnbsp;— професор Віктор Іванович Голубничий, відомий баяніст, педагог, заслужений діяч мистецтв). 
1992 — присвоєне за значний внесок у розвиток національного баянного мистецтва звання заслуженого працівника культури України, довгий час був єдиним на Волині педагогом музичної школи із цим званням.

## Творча та педагогічна діяльність
Понад 50 років (1963-2016) працював викладачем музичної школи №1 м. Луцька (нині Луцька музична школа "1 ім. Фредерика Шопена) та Волинського державного училища культури і мистецтв (нині Волинський коледж культури і мистецтв імені Ігоря Стравінського).
Основним інструментом був баян (у післявоєнні роки був надзвичайно популярним) та акордеон, але ставився з повагою до скрипки та органа, вмів грати на мандоліні та гармошці. Під час розучування поліфонічних творів особливу увагу він приділяв голосоведенню та штрихам.
Був одним із перших викладачів на Волині, що увів у систему баянного мистецтва готово-виборний баян, чим значно розширив репертуар баяністів. Був переконаний, що на баяні існує безмежна можливість виконання творів не лише гомофонно-гармонійних, а й із багатоголосною фактурою (насамперед поліфонічного викладу), а також що готово-виборному баяну певною мірою притаманні можливості органа та фортепіано (наводив приклад Й.С. Баха).
Вважав, що яскравість виразових можливостей, технічних прийомів, наявність значного звуковисотного діапазону дозволили виконувати на готово-виборному баяні як класичні, так і сучасні музичні твори для фортепіано, скрипки, різних ансамблів і навіть оркестрів. 
Був незмінним учасником обласних семінарів-практикумів баяністів та акордеоністів, які проводилися у Волинському коледжі культури і мистецтв імені Ігоря Стравінського. Очолював Волинську філію Асоціації баяністів та акордеоністів України

### Учні
- Володимир Рунчак – всесвітньо відомий композитор.
- Петро Шиманський – кандидат мистецтвознавства, старший викладач кафедри музики, доцент, а із 2015 року – завідувач кафедри музичних інструментів інституту мистецтв Волинського національного університету імені Лесі Українки.
- Андрій Дубій – перший із Волині дипломант Міжнародного конкурсу баяністів і акордеоністів «Трофей світу» (м. Куенка (Іспанія), 1990), лауреат багатьох міських та обласних конкурсів.
- Віктор Зеленюк – старший викладач Харківського державного університету мистецтв імені І. П. Котляревського та ін.

## Відзнаки
Заслужений працівник культури України (1992)

## Пам‘ять
24 жовтня 2016 року, в день ювілею, в Луцькій музичній школі No1 імені Ф. Шопена було відкрито клас-музей Феофана Щегельського. 
Із 2018 року на базі Волинського коледжу культури і мистецтв імені Ігоря Стравінського проводиться обласний конкурс баяністів та акордеоністів імені Феофана Щегельського з метою виявлення найбільш здібних виконавців на баяні та акордеоні серед учнів початкових спеціалізованих мистецьких навчальних закладів.